# Guardia reale

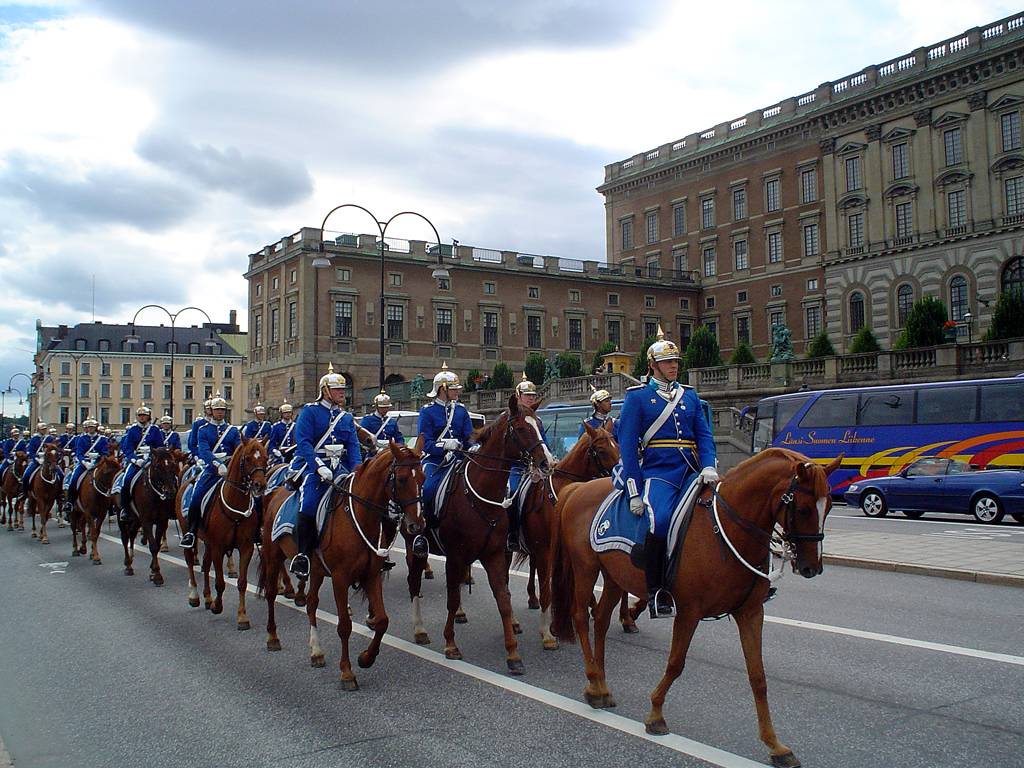
Guardia reale svedese

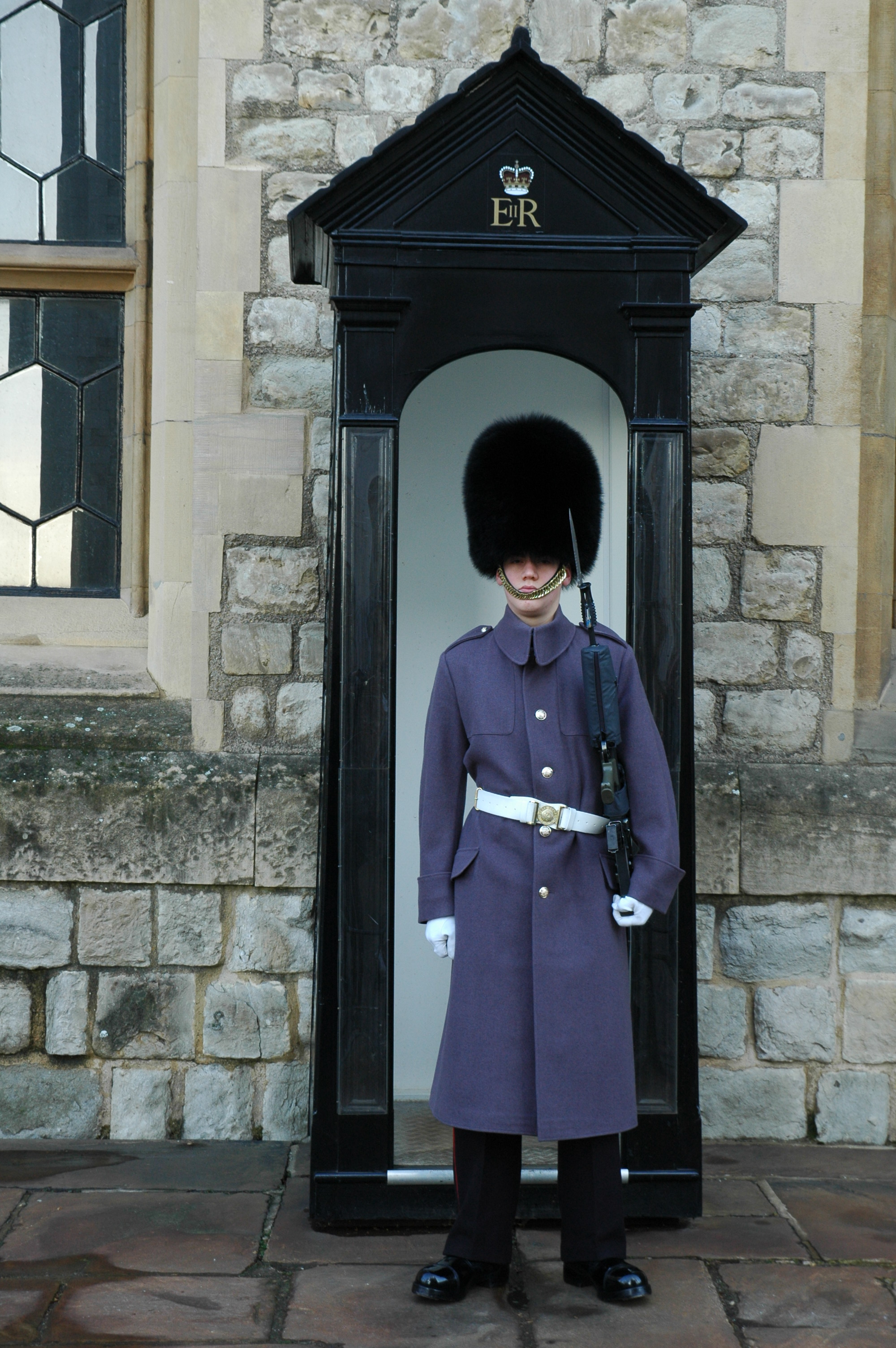
Guardia reale inglese alla Torre di Londra

La denominazione guardia reale descrive un insieme di truppe o un'organizzazione militare parte delle forze armate di uno Stato retto da una monarchia. Solitamente dedicate alla protezione personale del monarca, sono considerate truppe d'élite rispetto al resto dell'esercito e, di conseguenza, mantengono speciali diritti, privilegi e tradizioni.

Nel caso in cui l'autocrate detenesse il titolo di imperatore, la sua guardia veniva definita "imperiale": es. i pretoriani a guardia dell'Imperatore romano.
Istituto antichissimo, la guardia reale venne soppiantata, al diffondersi delle moderne forme statali, dalla guardia d'onore destinata ad attività e compiti di rappresentanza, oltre che di difesa, delle massime istituzioni di uno Stato.

## Storia
Differentemente dalla moderna guardia d'onore, i cui scopi sono al contempo la difesa e la rappresentanza cerimoniale di una determinata carica statale, la guardia reale nacque con lo scopo di garantire l'incolumità del sovrano e di costituirsi quale corpo militare d'élite durante particolari operazioni belliche. Solo in seconda battuta, quando la monarchia strutturò un proprio cerimoniale mirante a inculcare nel suddito la sacralità della "persona reale", le guardie del sovrano vennero chiamate a svolgere funzioni di rappresentanza.

## Esempi di corpi militari con denominazione "reale" o "imperiale"
- Guardia Reale (Livgardet) – reggimento misto fanteria-cavalleria dell'esercito svedese
- Guardia reale albanese – reparto del Regio Esercito, istituito dopo l'annessione del Regno d'Albania
- Guardia Real – corpo armato indipendente dalle Forze armate spagnole dedicato alla protezione della famiglia reale
- Hans Majestet Kongens Garde – battaglione dell'esercito norvegese
- Guardia pretoriana – corpo militare nell'antica Roma fino al 312 d.C.
- Schola palatina – corpo militare nell'antica Roma dall'inizio del IV secolo
- Kheshig – corpo di cavalleria di guardie imperiali con Gengis Khan
- Guardia imperiale – corpo militare della Cina medievale
- Guardia imperiale – corpo militare durante il Primo Impero francese
- Guardia imperiale – corpo militare durante il Secondo Impero francese
- Guardia imperiale – corpo militare nell'Impero russo
- Guardia imperiale austriaca – scorta personale dell'imperatore o dell'arciduca d'Austria
- Guardia imperiale del Manciukuò – corpo militare che proteggeva l'imperatore Pu Yi, la famiglia imperiale e gli alti funzionari dello stato
- Guardia imperiale giapponese – corpo militare che proteggeva l'Imperatore del Giappone, la sua famiglia, palazzi e altre proprietà imperiali
- Guardia imperiale Manciù – corpo militare preposto alla difesa dell'imperatore cinese e della sua famiglia al tempo della Dinastia Qing
- Guardia variaga – guardia reale dell'imperatore bizantino